# Draht

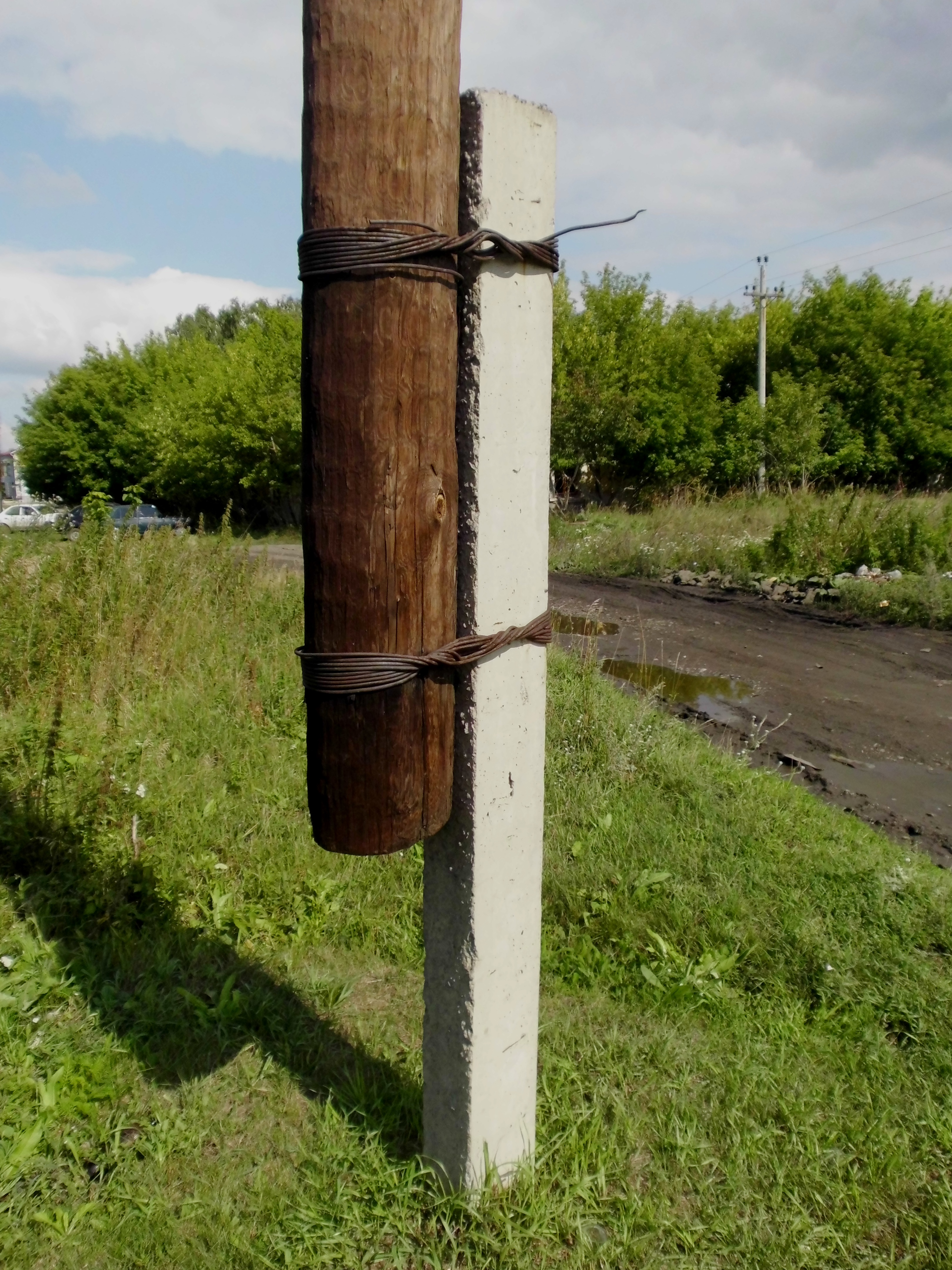
Draht ist ein universell einsetzbares Verbindungsmittel. Hier wurde kräftiger Draht mehrfach um Holzmast und Stahlbeton-Pfosten gewickelt und anschließend mithilfe eines zwischen die Wicklungen geschobenen Flachstahls verdrillt.

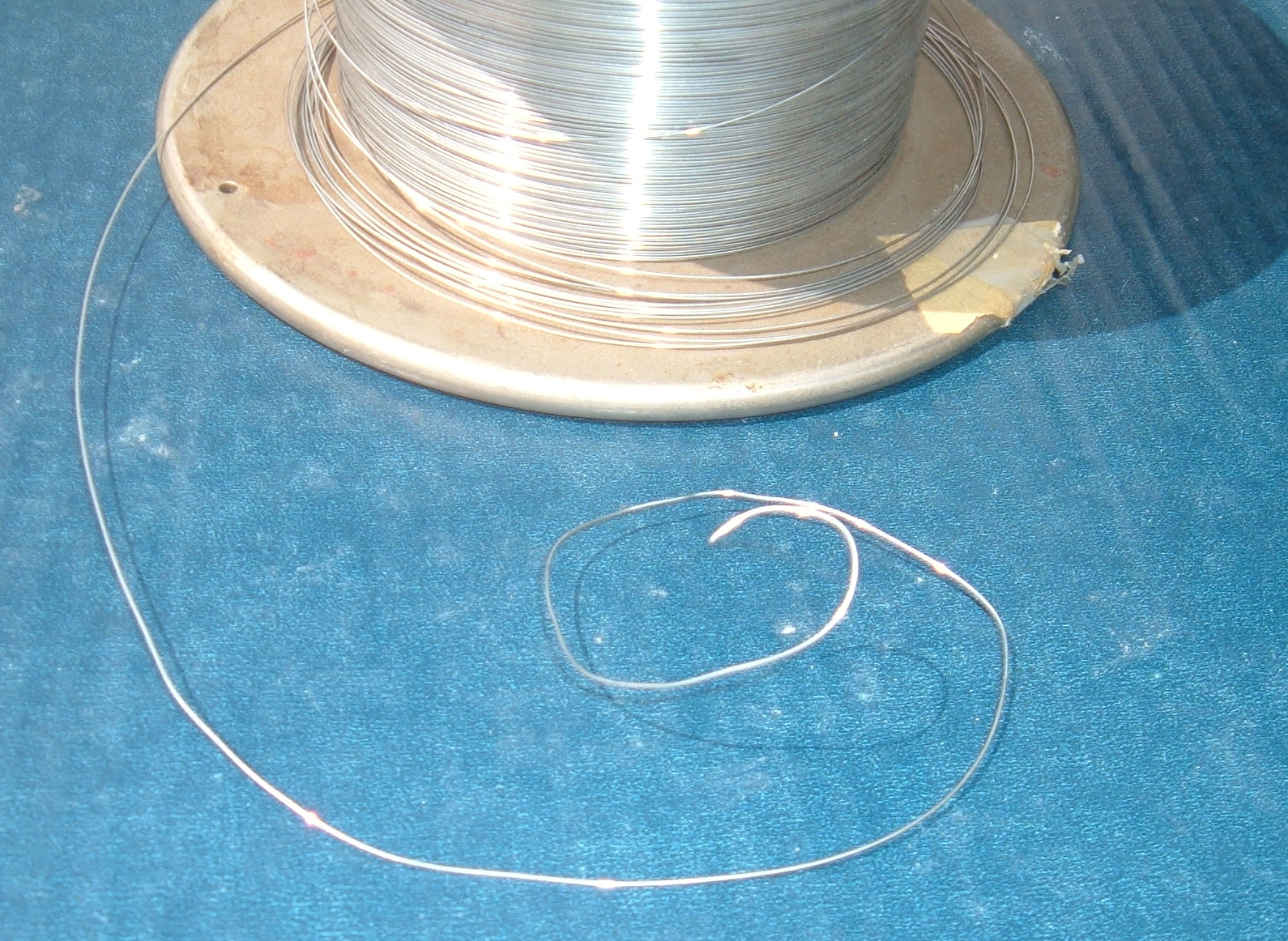
Edelstahldraht auf einer Spule

Draht ist in der Regel ein dünn und lang geformtes, biegsames Metall mit oft kreisförmigem Querschnitt. Weitere Querschnittsformen zeigen Flach-, Vierkant- oder Profildrähte. Feiner Draht wird in der Regel auf Rollen (Spulen, Haspeln, Spindeln) gewickelt, stärkerer wird in Bunden gehalten. Selten wird der Begriff „Kunststoffdraht“ auch für stärkere Kunststoff-Filamente verwendet. Einzelne Drähte können in einer Drahtweberei zu einem Drahtseil miteinander verflochten werden, um eine höhere Zugfestigkeit zu erreichen.
Metalle, die in der Drahtherstellung oft genutzt werden, sind Eisen, Kupfer, Messing, Aluminium, Silber, Gold, Titan und rostfreier Stahl sowie unterschiedlichste Kupferlegierungen. In kleineren Mengen wird mittlerweile auch Magnesium zu Drähten verarbeitet und findet Anwendung als Biomaterial oder in der Automobil- und Luftfahrtindustrie.
Fülldraht wird Metalldraht mit einer Seele aus Flussmittel genannt. Meist handelt es sich um Messingdraht zum Hartlöten, dessen C-Profil-Schenkel durch verpressendes Walzen das Flussmittelpulver relativ fest umschließt, seltener um Schweißdraht. Drahtförmiges Lötzinn, in dem ein, selten mehrere Kanäle mit Flussmittelfüllung verlaufen, wird nur sehr selten Fülldraht genannt.
Auch Polymer-Monofil mit einer gewissen Steife kann als Draht bezeichnet werden. Nylondraht wird in der Dekoration und zum Fädeln von Schmuckketten verwendet, PE-Draht als Keder, Schweißdraht aus PVC zum Verbinden von Bodenfliesen aus PVC.

## Typologie
| Stahldrahtzug | Nichteisen-Metalldrahtzug (NE-Metall)                                                  |
| --- | -------------------------------------------------------------------------------------- |
| - Grobzug: d = 20 mm – 4,0 mm - Mittelzug: d = 4,0 mm – 1,6 mm - Feinzug: d = 1,6 mm – 0,7 mm - Kratzenzug: d < 0,7 mm | - Grobzug: d = 15 mm – 1,38 mm - Mittelzug: d = 1,38 mm – 0,4 mm - Feinzug: d < 0,4 mm |

## Herstellung

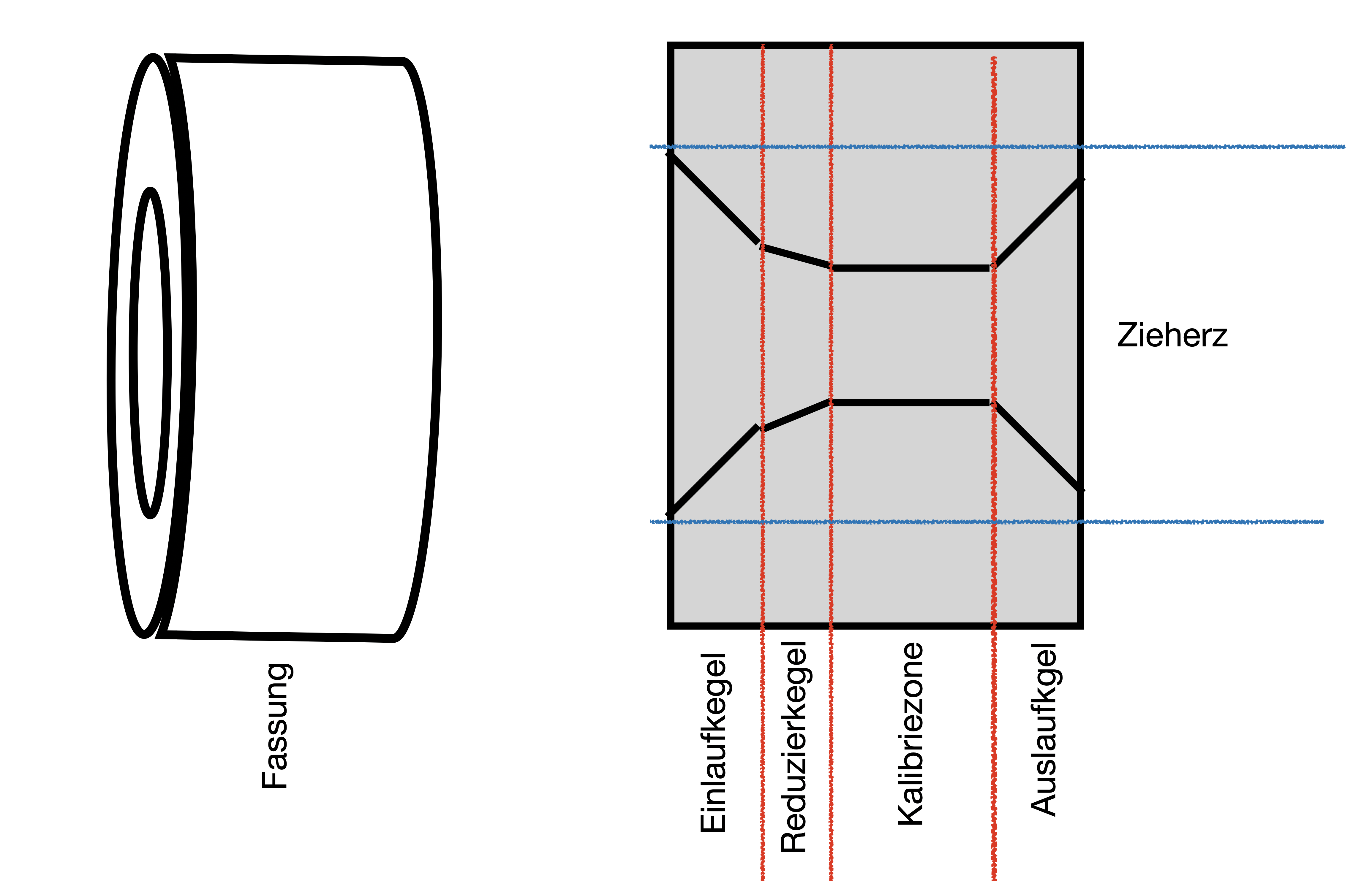
Ziehstein im Schnittmodell

Drahtziehen ist ein seit dem Mittelalter genutztes Verfahren, bei dem grober Draht durch eine kleine Öffnung eines Werkzeuges, dem sogenannten Ziehstein, gezogen wird und so dünner und länger wird. In der Fertigungstechnik ist das Drahtziehen der wichtigste Anwendungsfall des Durchziehens. Als eigenständigen Beruf gab es den Drahtzieher.
Man unterscheidet in der Herstellung unter anderem das Kaltziehen, das Walzen und das elektrolytische Behandeln. Beim Drahtziehen wird ein früher durch Schmieden, heute durch Walzen entstandener grober Draht kalt durch die sich verjüngende Öffnung eines Zieheisens, Ziehsteins oder Walzgerüstes gezogen. Er wird länger und dünner, ohne dass es zu Materialverlusten kommt. Von Produktionsgang zu Produktionsgang zieht man ihn durch immer kleinere Öffnungen, bis der Draht schließlich die gewünschte Abmessung hat – meistens rund. Ursprünglich wurde Draht mit Muskelkraft gezogen, in einer körperlich anstrengenden Arbeit, zu der es bis ins späte Mittelalter keine Alternative gab.
In der industriellen Fertigung wird der Draht von einer sogenannten Ziehscheibe durch den Ziehstein gezogen. Moderne Drahtziehmaschinen (Mehrfachzüge) haben dabei bis zu 31 Stufen und sind regelungstechnisch sehr anspruchsvoll, da alle Ziehstufen in einem Verband gefahren werden.
Das Ziehen ist eine plastische Verformung und führt, wenn es kalt erfolgt, zur Kaltverfestigung. Oft muss daher zwischen den Ziehstufen eine Erwärmung (Spannungsarmglühen) erfolgen. Eine wichtige Besonderheit haben hierbei Drähte aus Kupfer. Nach Erreichen der Endfestigkeit (ca. 450 N/mm²) kann man diesen Drahttyp fast beliebig ohne Zwischenglühen weiterziehen. Somit werden Kupferdrähte vom Gießdraht (z. B. 12 mm ø) bis zum fertigen Produkt ohne eine Wärmebehandlung gezogen. Ob der Draht hart oder weichgeglüht zur Auslieferung kommt, richtet sich nach der Anwendung.
Zum Ziehen von Metalldrähten werden häufig Ziehsteine eingesetzt. Diese sind meist rund und haben eine Öffnung in der Mitte. Der Draht läuft erst durch den Einlaufkegel, der den Versatz zum vorhergehenden Ziehstein oder zur Handzuführung ausgleicht. Anschließend wird der Draht im Reduzierkegel verjüngt und in der nachfolgenden Kalibrierzone kaltverfestigt. Zuletzt läuft der Draht aus dem Auslaufkegel, der den Versatz zur Aufspulhaspel oder zum nächsten Ziehstein ausgleicht. Das Ziehsteinherz, auch Ziehkern genannt, bestand früher aus gehärtetem Stahl oder HSS (Schnellarbeitsstahl), heute ist er aus Hartmetall, PKD (polykristalliner Diamant, Kunstdiamant) oder Naturdiamant gefertigt. Da diese Materialien spröde sind und da beim Drahtziehen eine Zugdruckbelastung auftritt, ist es notwendig, dass das Ziehherz in einer Fassung aus Stahl oder Edelstahl (VA) eingefasst wird.
Die Geometrie des Ziehkerns ist an den Werkstoff und den Ziehprozess in mehreren Aspekten angepasst. Die Länge der Kontakt- und Umformzone und der Öffnungswinkel des Konus definieren den Umformgrad, den der Draht in einem Ziehstein erfährt. Der Öffnungswinkel liegt meist zwischen 6° und 8° und der Umformgrad {\displaystyle \epsilon _{t}} aufgrund der Querschnittsreduktion von {\displaystyle A_{0}} auf {\displaystyle A_{1}} zwischen 10 % und 90 %.
{\displaystyle \epsilon _{t}=ln{\frac {A_{0}}{A_{1}}}\cdot 100\%}
Draht wird im Nasszug- oder im Trockenzugverfahren gefertigt. Beim Nasszug wird der Draht mit Ziehmittel oder Öl benetzt, wodurch sich die Reibung im Ziehstein verringert und der Draht gekühlt wird, so dass sich die Kaltverfestigung reduziert. Dies führt zu besseren Drahtoberflächen und ermöglicht eine höhere Ziehgeschwindigkeit. Da die Maschine flüssigkeitsdicht hergestellt werden muss, ist sie häufig teurer. Je nach Anwendungsfall muss der Draht getrocknet werden, bevor er weiter bearbeitet oder verkauft wird. Es ist auch möglich, dass der Draht mit dem Ziehmittel oder Öl reagiert.
Als Ziehmittel wird häufig eine Wasser-Öl-Emulsion mit etwa zwei Prozent Ölanteil verwendet. In kleineren Mengen wird auch Ziehwachs verwendet, das unter dem Druck und Temperatureinfluss im Ziehstein die Reibung verringert.

### Vierkantdraht, Profildraht

Galvanisch beschichteter Vierkantdraht auf einer Spule (Rolle)

Eine besondere Form des Drahtes ist der Vierkantdraht oder Profildraht. Dieser Draht hat einen quadratischen oder rechteckigen Querschnitt und wird in der Regel aus Runddraht hergestellt. Die Werkzeuge zur Herstellung von Vierkant-Profildrähten heißen Türkenköpfe und bestehen aus vier im rechten Winkel symmetrisch zueinander angeordneten Rollen (Walzen), die auf den Draht beim Durchlaufen von vier Seiten her einen gleichmäßigen Umformdruck ausüben.
Die Bezeichnung „Türkenkopf“ bezieht sich auf die Anordnung der Rollen (Schleppwalzen), die wie ein Türkenkopf-Knoten angeordnet, das heißt wie die Knoten der im türkischen Kulturkreis traditionell gebundenen Kopftücher (Turbane).
Abnehmer dieser Vierkantdrähte, die vorwiegend aus Kupferlegierungen hergestellt werden, sind unter anderem Hersteller von Steckverbindern der Einpresstechnik, die aus den quadratischen Drähten kurze Pins schneiden und in Stecker und Steckverbinder einbauen.
Oft ist dieser Vierkantdraht galvanisch mit Zinn oder Edelmetallen beschichtet.
Auch beim Wickeln von Lautsprecher-Spulen wird gelegentlich Vierkantdraht – manchmal sogar sechseckiger – verwendet, um eine größere Querschnittsfläche im engen Spalt des Permanentmagneten unterbringen zu können. Auch im Elektromaschinenbau (größere Transformatoren, Drosseln, Generatoren und Motoren) erlaubt Vierkantdraht, den Wickelraum in höherem Maße auszunützen. (Im Extremfall wird die Wicklung sogar aus Blechen, dann meist in der Breite der Spulenkörper hergestellt, aber das wird dann nicht mehr als „Draht“ bezeichnet.)
Weitere Beispiele für Profildraht sind Oberleitungen (Rillenfahrdraht).

## Geschichte

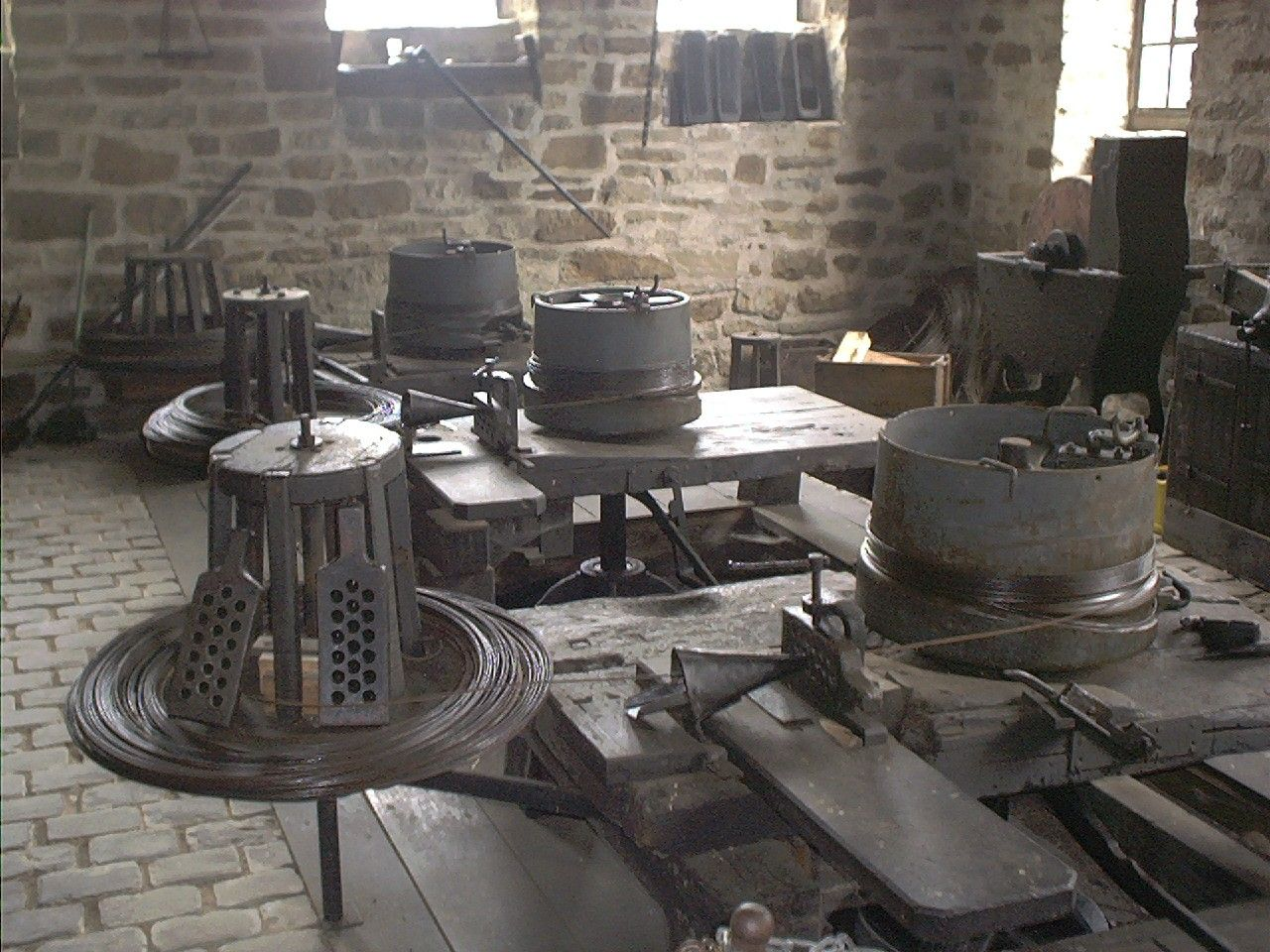
Drahtzieherei. Rechts die Ziehscheibe, in der Mitte der Ziehstein, links ein Abhaspel

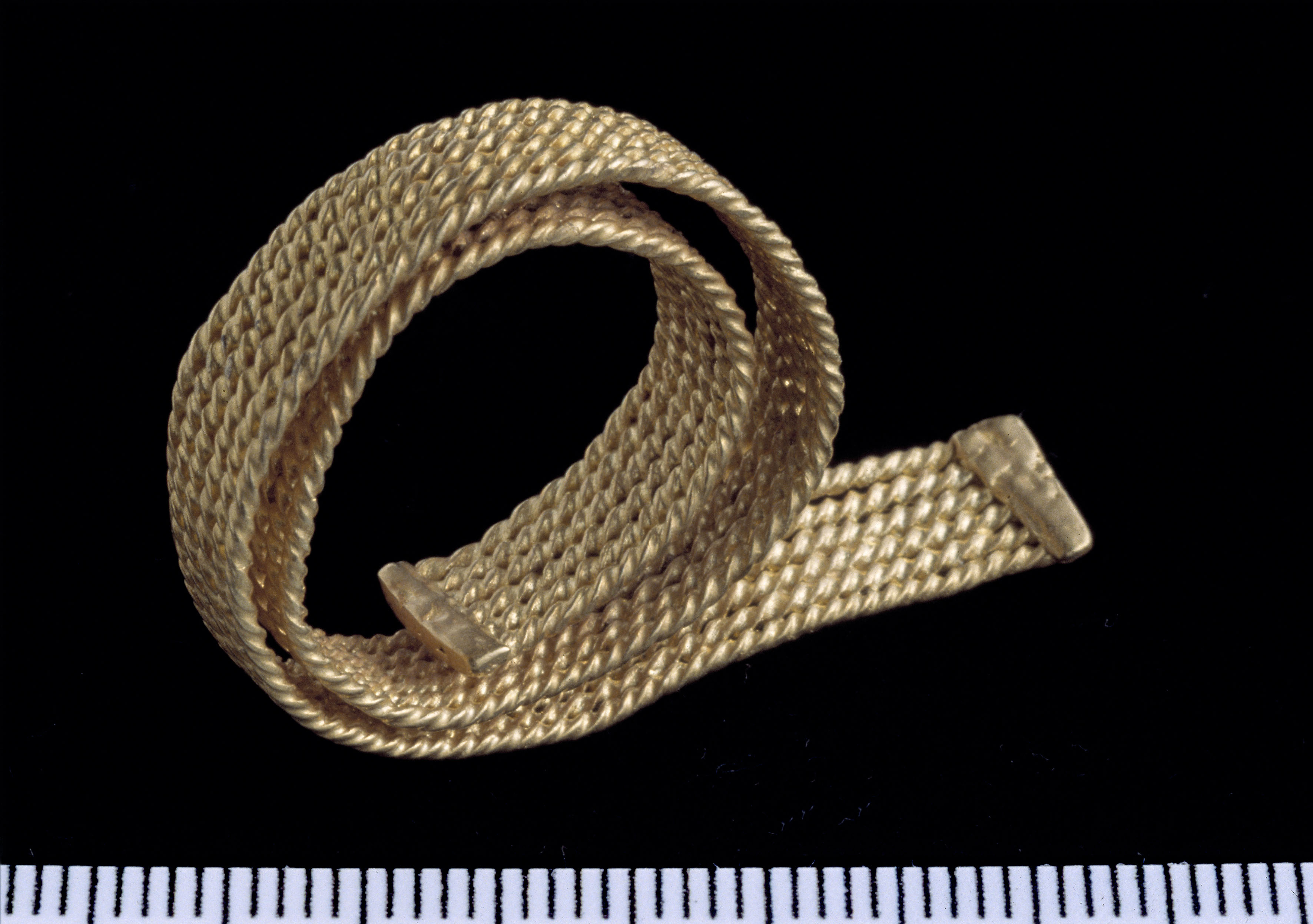
Sechssträngiges Armband aus tordiertem Golddraht, Depotfund von Burton (Wales), mittlere Bronzezeit, 1300–1150 v. Chr.

Im 3. Jahrtausend v. Chr. während der 2. Dynastie wurde in Ägypten Golddraht hergestellt, indem dünne Streifen aus Blech geschnitten und durch Öffnungen in Steinen gezogen wurden.
Gezogener Golddraht ist in Mitteleuropa in der mittleren Bronzezeit nachweisbar (Goldhort von Gessel, 14. Jahrh. v. Chr.).
Seit dem 5. Jahrhundert n. Chr. bis zum 14. Jahrhundert war das aus Eisendraht hergestellte Kettenhemd die wichtigste Schutzausrüstung von Kriegern. Tausende von Drahtringen wurden miteinander zu Kettenpanzern verflochten.
Die Ursprünge der deutschen Drahtherstellung liegen im Bereich des Sauerlandes. Insbesondere um die Stadt Altena, in der sich heute das Deutsche Drahtmuseum befindet, waren schon im Mittelalter viele Drahtzieher angesiedelt. Man nutzte dort die Wasserkraft der zahlreichen Bäche, um die Ziehmaschinen anzutreiben, was seit dem 14. Jahrhundert belegt ist.

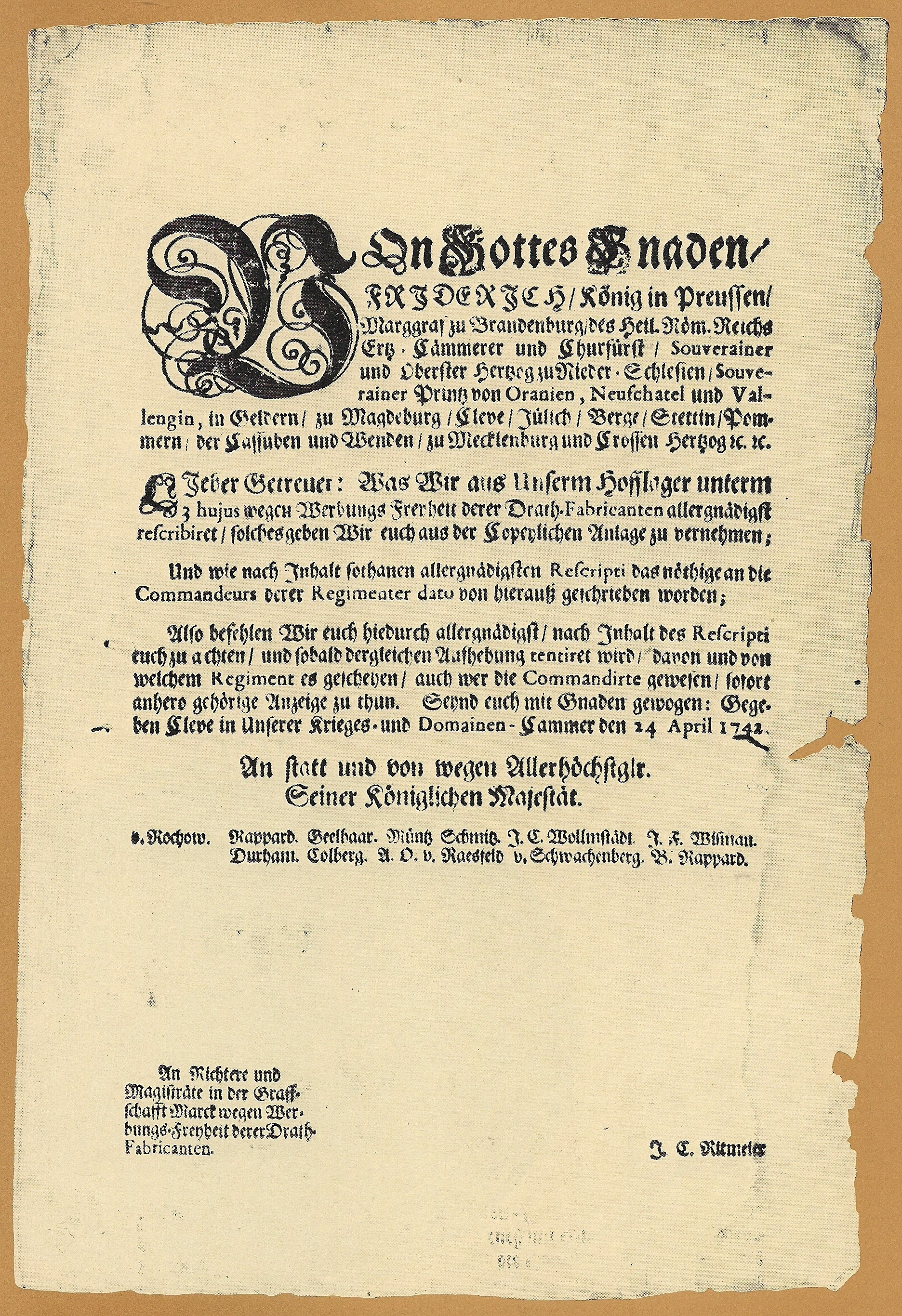
Edikt des preußischen Königs Friedrich II., indem er den Drahtfabrikanten in der Grafschaft Mark die „Werbungsfreiheit“ gewährt

Ein entscheidender Schritt bei der Drahterzeugung wurde Anfang des 15. Jahrhunderts getan, als der spätere Kaiser Sigismund 1412–1414 und 1418–1433 in einem Handelskrieg gegen die venezianischen Kaufleute deren Überlegenheit im mitteleuropäischen und Levante-Handel brach und die deutschen, vor allem in Nürnberg angesiedelten Unternehmen stärkte. Unter den deutsch-italienischen Handelsgesellschaften war das Unternehmen Gruber-Podmer-Stromer deswegen besonders erfolgreich, weil es 1415 nach 15-jähriger Entwicklungsarbeit vollmechanisch-halbautomatische Drahtziehmaschinen herstellte, die mit Wasserkraft betrieben wurden. Für einige Generationen hatte Nürnberg fast ein europäisches Monopol für die Herstellung und den Vertrieb von Draht und aus Draht gefertigten Endprodukten: Nadeln, Kettchen, Nägel, Angelhaken, Mausefallen, Vogelkäfige, Fischreusen, Drahtnetze und Drahtsiebe verschiedenen Kalibers für Erz-, Pulver- und Papiermühlen.
Im 19. Jahrhundert wurden Windenscheiben-Grobzüge eingeführt, die das kontinuierliche Ziehen des Drahtes erlaubten. Die Qualität des Drahtes verbesserte sich entscheidend; die Produktionsmenge stieg enorm. Die Wasserkraft der zahlreichen Bachläufe im märkischen Sauerland und in Oberfranken war eine wesentliche Voraussetzung dafür, dass die Region seit dem 16. Jahrhundert zum Zentrum der deutschen Drahtproduktion wurde und es auch noch blieb, als ihre Erzvorkommen erschöpft waren.

## Verwendung

### Architektur und Bauwesen
Moderne Architektur sowie Bauleistungen sind ohne Draht nicht denkbar. So sind zum Beispiel die elastischen und zugfesten Moniereisen des allgegenwärtigen Stahlbetons gewalzter Draht, mittlerweile auch als rostfreier Betonrippenstahl; im Spannbeton befinden sich Drahtseile. Drahtseile revolutionierten auch den Brückenbau, ermöglichten Stand- und Hochseilbahnen sowie transparente Dachkonstruktionen, wie etwa das Dach des Olympiastadions in München. Drahtgewebe und Drahtgeflechte finden immer häufiger als Fassadenelemente, Verkleidungen oder Zäune Verwendung.
Schweißelektroden bestehen ebenso aus Draht wie u. a. zur Rohrinstallation erforderliches Lötzinn bzw. Hartlot.
Bergbau
Im Bergbau werden Drahtgeflechte als Verzugsmatten zur Absicherung des Streckenausbaus gegen Steinschlag verwendet. Außerdem kommen Förderseile aus Draht zum Transport von Personal und Material bei Fördergerüsten und Fördermaschinen zum Einsatz.

### Elektrizität

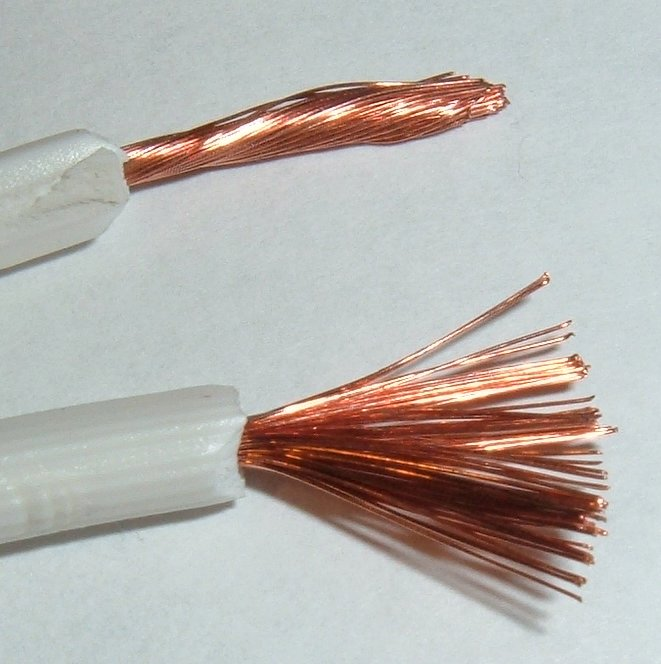
Kupferdrähte in einer Litzenleitung

Ohne Draht wären maßgebliche Erfindungen und Entdeckungen besonders des 19. und 20. Jahrhunderts nicht möglich gewesen. Genannt seien das Prinzip des Elektromagnets, das Messen von Temperaturen und auftretenden Kräften mit Draht.
Metalldrähte werden häufig zum Übertragen elektrischer Signale (zum Beispiel im Computer) und zum Übertragen von elektrischem Strom verwendet (siehe elektrischer Leiter). Solche Drähte bestehen meist aus Kupfer, jedoch auch aus Aluminium. Oberleitungen bestehen aus einer Kupferlegierung.
Metalldrähte mit einer isolierenden Ummantelung (meist Kunststoff) werden auch Kabel oder Leitung genannt. Zum Wickeln von Transformatoren, Spulen und Überträgern verwendet man oft lackierten Kupferdraht (Kupferlackdraht); dieser Draht ist durch eine Lackschicht elektrisch isoliert.
Kupfer-, Nickel- und Eisendrähte verschiedener Profile werden auch zu Anschlüssen von elektronischen Bauelementen und zu Kontaktstiften von Steckverbindern verarbeitet – das sind kurze Draht-Stifte, die millionenfach in jeglicher Art von Steckern eingebaut werden. Dazu werden häufig Vierkantdrähte – also Drähte mit einem quadratischen Querschnitt – verwendet. Weitere verwandte Querschnitte sind Flach- und Runddrähte. Im Elektronikbereich sind Drähte oft galvanisch beschichtet, zum Beispiel mit Zinn, Silber oder Edelmetallen.
In der Elektrotechnik und in Elektronikbauteilen wird Draht aus verschiedenen Metallen verarbeitet, zum Beispiel:
- Kupfer: Wickeldraht für Spulen, Zugmagnete, Relais-Spulen, Transformatoren
- Aluminium: Freileitungen, Erdkabel
- Kupferbasislegierungen: Oberleitungen, Anschluss- und Steckerstifte
- Legierungen (oft auf Basis von Nickel): Thermoelement-Draht, Heizdraht, Widerstandsdraht (Drahtwiderstände, Shunts)
- Aluminium, Eisen, Gold: Anschlussbein- und Bonddrähte
- Zinnlegierungen: Lötdraht
- Platin: Platin-Messwiderstand zur Temperaturmessung (zum Beispiel Pt100)

In anglo-amerikanischen Ländern werden noch heute die Kupferdrahtdurchmesser nach dem System American Wire Gauge (AWG) angegeben, welches wenig endanwenderorientiert die Anzahl der Ziehschritte des Kupferdrahtes darstellt.

### Weitere Verwendungen

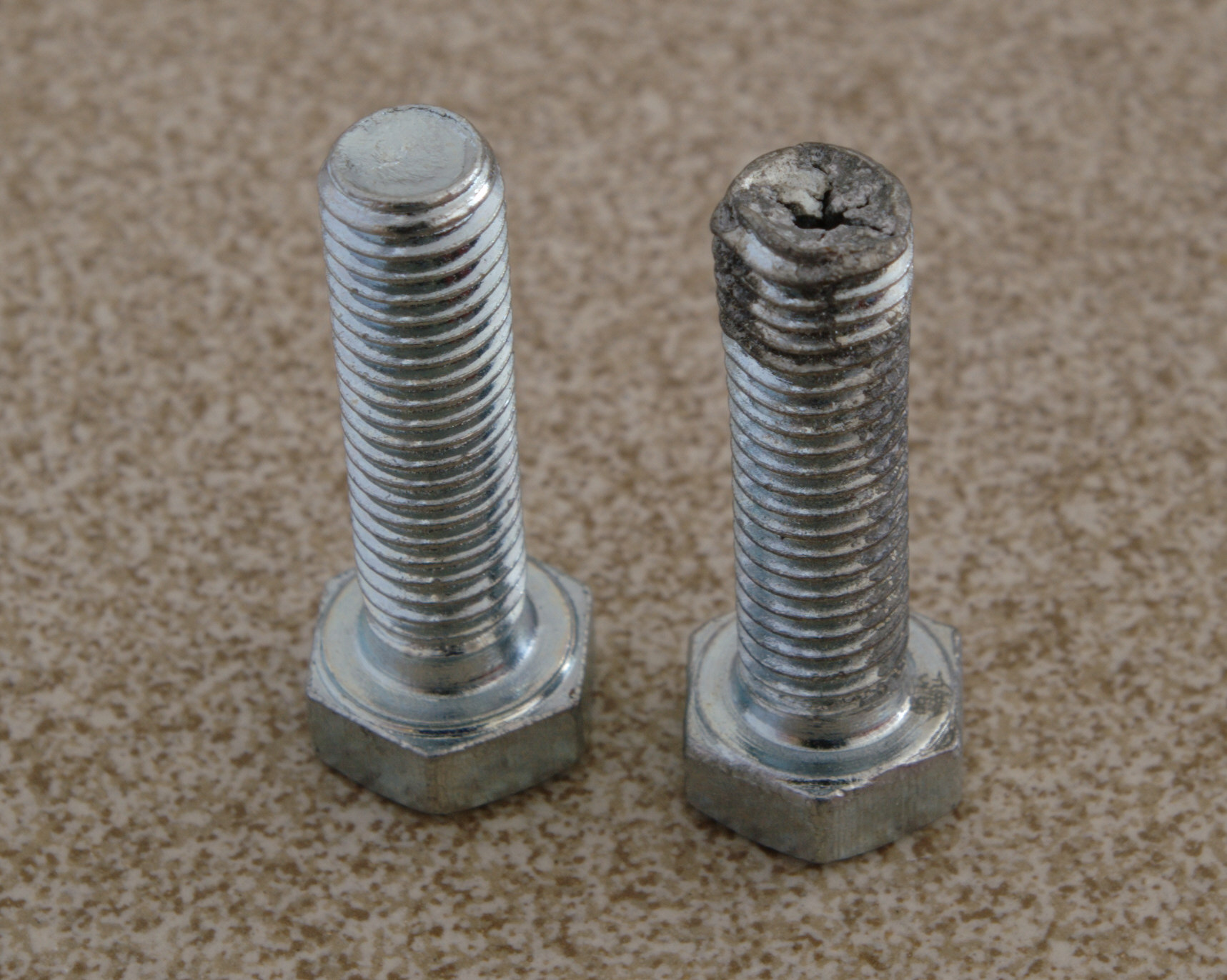
Kaltgestauchte Schrauben, ein typisches Stahldrahtprodukt, rechts eine Ausschussproduktion aus minderwertigem Draht

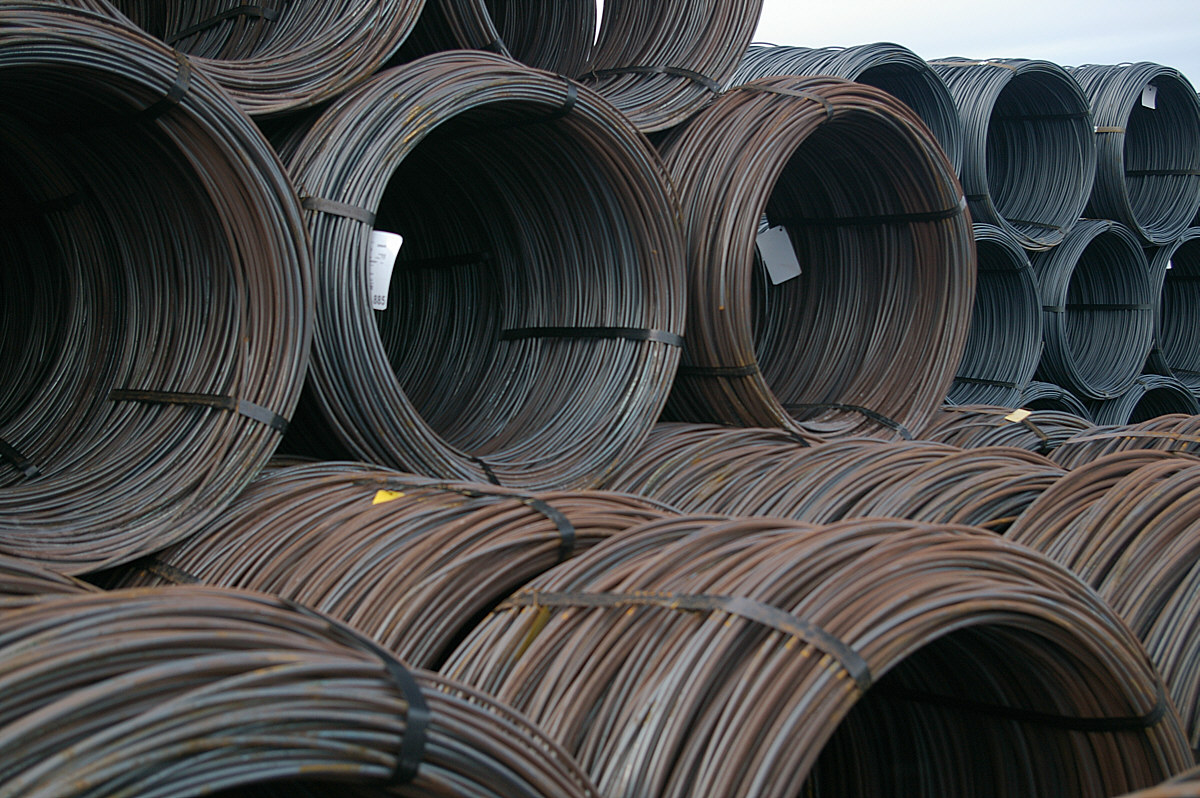
Stahldraht-Coils im Außenlager eines Kaltwalzwerks

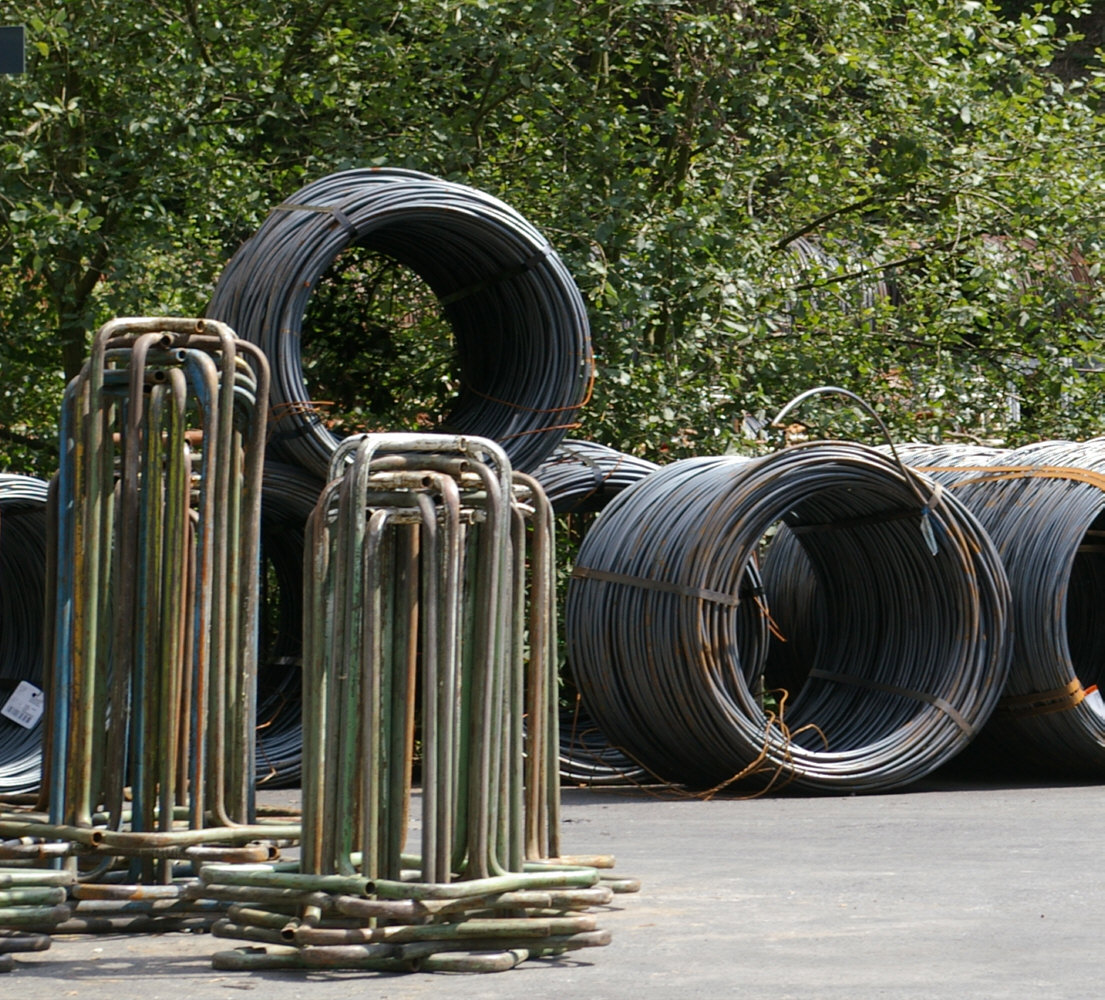
Stahldrahtcoils und Haspel im Außenlager einer Drahtfabrik

Stahlwolle, Drahtkorn für die Hochdruckreinigung, viele Werkzeuge und vor allem auch Befestigungselemente wie (Befestigungs-)Schrauben, Muttern, Niete und die auch Nägel genannten Drahtstifte sind Drahtprodukte.
Darüber hinaus kommt Draht zum Einsatz:
- als Drahtfeder, beispielsweise in
  - Uhren und Küchen-Kurzzeitmesser
  - Schraubenfedern als Teil der Federung in Fahrzeugen
  - Federmotore
- Drehstabfedern und andere Produkte, bei denen Torsion eine Rolle spielt
- als teilweise umwickelte Stahl-Saite in Musikinstrumenten, wie
  - Oktavklavier
  - Harfe
  - Triangel
  - Gitarre
- bei Fahrzeugen als Speichen
- im Drahtwebstuhl (etwa zur Herstellung von Lloyd Loom)
- in einer Drahtverseilmaschine zur Herstellung von Drahtseilen
- über Seilzüge gesteuerte Flugzeugmodelle.
- Drahtgewebe als Sieb oder Filter
- Zäune
  - Maschendraht
  - Stacheldraht
- in der Fertigungs- und Fügetechnik
  - Herstellung von Nägeln und Schrauben
  - Schweißdraht (Massivdraht oder Fülldraht) zur stoffschlüssigen Verbindung oder Beschichtung von Bauteilen
  - Lötdraht
- Förderbänder
- als Schmuck
  - liturgische Gewänder
  - Uniformen
  - Trachten
  - Fahnen
  - Andachtsbilder
  - Weihnachtsschmuck aus geplättetem Draht
- als Werkzeug zum Sägen, z. B. in der Halbleiterindustrie zur Herstellung der Wafer oder beim Drahterodieren
- als Besatzmaterial in Bürsten und Besen
- als Befestigungsmittel, zum Beispiel Rödeldraht, Blumendraht, Bindedraht, Büroklammern
- Im Druckereiwesen bei der Endfertigung und in der Massenproduktion kommen sogenannte Drahtheftmaschinen im Heftverfahren zum Einsatz.
- In der Medizin wird Bohrdraht bei der Knochenbruchbehandlung eingesetzt.

## Draht und Sprache (Metaphern mit Draht)
- Als Drahtzieher wird eine Person bezeichnet, die im Hintergrund wie ein Marionettenspieler die Fäden zieht, also Handlungsabläufe bestimmt.
- Auf Draht sein bedeutet, gut informiert zu sein.
- Der heiße Draht ist eine (gut unterrichtete) Nachrichtenverbindung.
- Nerven wie Drahtseile meint, sich nicht aus der Ruhe bringen zu lassen.
- Drahtig ist der Körper eines sehr schlanken doch kraftvollen Menschen.
- Mit drahtlos wird Steuerung und Übertragung per Funk bezeichnet.
- Als verdrahten wird der Vorgang des Verbindens elektrischer/elektronischer Bauteile bezeichnet.[4]
- Verdrahten kann auch das Unzugänglich-Machen von Bereichen durch Maschen- oder Stacheldraht bezeichnen.[4]
- Mit Drahtesel ist gemeinhin ein Fahrrad gemeint.
- Als Heißer Draht (engl.: hotline) wurde während des Kalten Krieges eine ständige Fernschreibeverbindung zwischen der Sowjetunion und den Vereinigten Staaten bezeichnet.
- Weiß der Maurer keinen Rat, nimmt er Draht ein Spruch aus dem Maurerhandwerk.

## Kunst

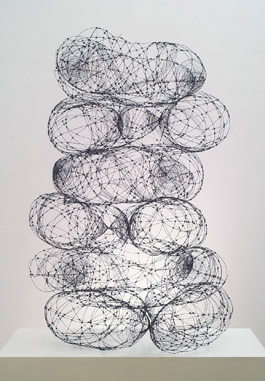
Drahtskulptur von Bettina Lüdicke

Berühmte Nagelbilder stammen von Günther Uecker, die im Wesentlichen aus Drahtstiften bestehen. Ein weiteres Werk ist der Nagelvogel Phönix von Hubert Berke. Darüber hinaus sind einige besonders originelle Drahtkunstwerke von Axel Fischer, Birgit Happ, Doro Jung, Rolf Nickel, Ren Rong und Udo Sander aus den 1980er- und 1990er-Jahren bekannt geworden. Aktuell entwickelt sich Drahtkunst auch als eine Art dreidimensionale Zeichnung im Raum, wie sie Fritz Panzer oder Markus Moser praktizieren. Es fällt auf, dass Draht auf verschiedene Art und Weise in der Kunst eingesetzt wird, etwa um Skulpturen fast schwerelos wirken zu lassen, als Mittel für räumliche Zeichnungen oder als Werkstoff im Verbund mit anderen Materialien.
Im Kunsthandwerk oder auch für Schmuck wird häufig Silberdraht verwendet, weil dieser seinen Glanz über lange Zeit behält und korrosionsbeständig ist. Der Draht besteht häufig aus einer Silber-Kupfer Legierung. Beispielsweise steht die Bezeichnung 935/000 dafür, dass 935 Teile des Gewichts Silber und 65 Teile Kupfer sind. Für einen wärmeren Glanz kann eine wenige Mikrometer dicke Goldschicht galvanisch aufgebracht werden.